# 샤비 카스티요
샤비에르 "샤비" 카스티요 아란부루(스페인어: Xabier "Xabi" Castillo Aranburu, 1986년 3월 29일, 바스크 주 두랑고 ~)는 스페인의 전 프로 축구 선수로, 현역 시절 좌측 수비수로 활약했다.

## 클럽 경력
카스티요는 비스카이아 도 두랑고 출신으로, 아틀레틱 빌바오의 유소년부에 몸을 담은 적이 있으나, 성인 무대 신고식을 치른 곳은 같은 바스크 주를 연고로 하는 레알 소시에다드로, 이 곳의 유소년부를 졸업했다. 2006-07 시즌 그는 세군다 디비시온의 라스 팔마스로 임대되어 프로 경험을 쌓았다. 그는 레알 소시에다드에서 2년을 보내며 세군다 디비시온의 1군에서 소속 구단의 붙박이 주전이었다.
2009년 7월 15일, 카스티요는 4년 계약을 맺으며 친정의 1군으로 복귀했다. 2009년 8월 30일, 그 시즌에 그는 1-0으로 이긴 에스파뇰과의 개막전 안방 경기에서 라 리가 신고식을 치렀고, 2년차까지 총 45번의 공식 경기에 출전했다.
카스티요는 슬개 인대 부상으로 2011-12 시즌을 통째로 결장했다. 복귀 후, 그의 입지는 급격하게 줄었는데, 마르셀로 비엘사의 빌바오와 2013년 6월에 계약이 만료되면서 구단에서 방출되었고, 전 소속 구단인 라스 팔마스에 입단했다.
2014년 7월 10일, 카스티요는 또다른 2부 리그 구단인 알라베스에 입단했다.